# Mechagodzilla
 (janvier 2024).
Si vous disposez d'ouvrages ou d'articles de référence ou si vous connaissez des sites web de qualité traitant du thème abordé ici, merci de compléter l'article en donnant les références utiles à sa vérifiabilité et en les liant à la section « Notes et références ».
Mechagodzilla (メカゴジラ, Mekagojira)  ou Kiryu est un Kaijū qui apparaît en premier lieu en 1974 dans le film Godzilla contre Mecanik Monster.

## Liste des apparitions
- 1974 : Godzilla contre Mecanik Monster (Gojira tai Mekagojira), de Jun Fukuda
- 1975 : Mechagodzilla contre-attaque (Mekagojira no gyakushu), de Ishirô Honda
- 1993 : Godzilla vs Mechagodzilla 2 (Gojira VS Mekagojira), de Takao Okawara
- 2002 : Godzilla X Mechagodzilla (Gojira tai Mekagojira), de Masaaki Tezuka
- 2003 : Godzilla, Mothra, Mechagodzilla: Tokyo S.O.S. (Gojira tai Mosura tai Mekagojira: Tôkyô S.O.S.), de Masaaki Tezuka
- 2017 : Godzilla: Planet of the Monsters
- 2018 : Ready Player One, de Steven Spielberg
- 2018 : Godzilla: City on the Edge of Battle
- 2021 : Godzilla vs. Kong, de Adam Wingard

## Godzilla vs. Kong
Dans le cœur d'Adam Wingard, réalisateur du film de 2021, Mechagodzilla a toujours tenu une place très importante. Lorsque Warner Bros lui annonça son ambition d'intégrer un nouveau Kaijū dans le MonsterVerse, Wingard saisit l'occasion.
La créature robotique fut conçue par le département artistique dirigé par Owen Patterson, connu pour avoir travaillé sur des projets tels que la trilogie Matrix des Wachowski ou encore Godzilla de Gareth Edwards. Mechagodzilla a été modélisé dans zBrush puis les fichiers ont été envoyés à Scanline pour l'animation. Ce dernier est pourtant un studio sans aucune expérience de l'animation 3D à une si large échelle, surtout connu pour ses simulations dynamiques.
L'apparition du personnage devait être une surprise pour les spectateurs, mais le secret n'a pu être gardé jusqu'à la sortie.